# Demýdivka
Demýdivka (ucraniano: Деми́дівка; polaco: Demidówka) es un asentamiento de tipo urbano de Ucrania perteneciente al raión de Dubno en la óblast de Rivne.
En 2018, el asentamiento tenía una población de 2587 habitantes. Desde 2016 es sede de un municipio que abarca, además del asentamiento, los pueblos de Vovkovyyi (1194 habitantes en 2018), Verbén (992 habitantes), Lishnia (835 habitantes), Jrínnyky (788 habitantes), Rohizne (639 habitantes), Dubliany (631 habitantes) y Pliashevá (625 habitantes), además de quince pequeños pueblos de menos de quinientos habitantes cada uno. En 2018, el municipio tenía una población total de 11 300 habitantes.
Se ubica unos 25 km al oeste de la capital distrital Dubno, sobre la carretera T1806 que une Rivne con Peremyshliany. Al norte sale la carretera T0303, que lleva a Lutsk. El río Styr fluye al oeste de la localidad.

## Historia
Se conoce la existencia de la localidad desde 1570, cuando era una pequeña localidad rural polaco-lituana. En la partición de 1795, el pueblo pasó a pertenecer al Imperio ruso. En 1873, el pueblo sufrió un incendio que hizo emigrar a la mayoría de sus habitantes, siendo reconstruida la localidad a finales del siglo XIX por nuevos pobladores judíos. En 1921 regresó a control polaco, hasta que en 1939 pasó a pertenecer a la RSS de Ucrania. La localidad quedó casi abandonada en la Segunda Guerra Mundial, durante la cual en octubre de 1942 los invasores alemanes asesinaron a unos seiscientos habitantes judíos. Tras ser reconstruida en los años posteriores por ucranianos, en 1959 adoptó el estatus de asentamiento de tipo urbano. Hasta 2020 fue capital de su propio raión.

## Pedanías
Además del asentamiento de tipo urbano de Demýdivka, el municipio incluye los siguientes veintidós pueblos como pedanías:
- Verbén
- Výchavky
- Vyshneve
- Vovkovyyi
- Hlyboka Dolyna
- Dubliany
- Ilpýboky
- Kalýnivka
- Kniahýnyne
- Kopán
- Lysyn
- Lishnia
- Lopavshe
- Óstriv
- Ojmátkiv
- Perekali
- Pliashevá
- Rohizne
- Rudka
- Solóniv
- Tovpyzhyn
- Jrínnyky